# Marx
Marx je lahko:

## Priimek
- Adolf Bernhard Marx (1799–1866), nemški skladatelj, muzikolog in glasbeni kritik
- bratje Marx, družina ameriških vudvilskih in filmskih igralcev:

- Chico Marx (Leonard) (1887–1961)
- Harpo Marx (Adolph, Arthur) (1888–1964)
- Groucho Marx (Julius Henry) (1890–1977)
- Gummo Marx (Milton) (1892–1977)
- Zeppo Marx (Herbert) (1901–1979)
- Barbara Marx (1927–2017), model, žena Zeppa
- Minnie Marx (1865–1929), ameriška filmska igralka, mati bratov Marx in sestra Ala Sheana
- Sam Marx (1861–1933), ameriški vudvilski igralec, oče bratov Marx

- Charles Marx (1903–1946), luksemburški zdravnik, politik in minister
- Christy Marx (1952–), ameriška pisateljica, fotografinja in televizijska scenaristka
- Eleanor Marx (1855–1898), nemška marksistka, pisateljica, politična aktivistka in prevajalka, šesta hči Karla
- Franz Marx (1889–1960), nemški slikar
- Franz Marx (1903–1985), nemški politik
- Franz Marx (1943–2021), južnoafriški filmski producent in scenarist
- Franz Marx (1963–), avstrijski rokoborec
- Friedrich Marx (1830–1905), avstrijski pesnik
- Gary Marx (Mark Frederick Pearman), angleški rock glasbenik, kitarist in pisec besedil, ustanovni član skupin The Sisters of Mercy in Ghost Dance
- Gary A. Marx/Marks (angleško-)ameriški politolog (Gary Marks)
- Gary T. Marx (1938–), ameriški sociolog in univerzitetni profesor (MIT)
- Jeff Marx (1970–), ameriški skladatelj in pisec besedil muzikalov
- Hellmuth Marx (1915–2002), avstrijski kipar
- Jenny Marx (1814–1881), nemška socialistka, žena Karla Marxa
- Jenny Marx ml. (1844–1883), politična aktivistka
- Joseph Marx (1882–1964), avstrijski skladatelj, glasbeni pedagog in glasbeni kritik
- Karl Marx (1818–1883), nemški filozof, pisatelj, ekonomist in politični časnikar
- Karl Marx (1897–1985), nemški skladatelj, dirigent in glasbeni pedagog
- Laura Marx (1845–1911), socialistka in revolucionarka
- Leo Marx (1919–2022), ameriški univerzitetni profesor zgodovine in filozofije znanosti
- Leslie Marx (1967-), ameriška mečevalka in ekonomistka
- Louis Marx (1896–1982), ameriški izdelovalec igrač in poslovnež
- Michael Marx (1958–), ameriški mečevalec
- Paul Marx (1968–), britanski televizijski scenarist
- Peter Marx (1956–2022), nemški politik (NPD)
- Reinhard Marx (1953–), nemški nadškof (Műnchen in Freising) in kardinal
- Richard Marx (1963–), ameriški pop/rock pevec, pisec besedil, glasbenik in glasbeni producent
- Robert F. Marx (1936–2019), ameriški zgodovinar, potapljaški pionir in podvodni arheolog
- Roberto Burle Marx (1909–1994), brazilski krajinski arhitekt, slikar, ekolog in prirodoslovec
- Samuel Marx (1902–1992), ameriški pisatelj, filmski producent in scenarist
- Thorben Marx (1981–), nemški nogometaš, član kluba Arminia Bielefeld
- Wilhelm Marx (1863–1946), nemški pravnik, politik in kancler (1923–25/1926–28)

## Osebno ime
- Marx Dormoy (1888–1941), francoski socialist in politik

## Drugo
- 2807 Karl Marx, asteroid poimenovan po Karlu Marxu